# 28 cm Kanone (Eisenbahn) Kurze Bruno
28 cm K. (E) Kurze Bruno – niemieckie działo kolejowe z okresu II wojny światowej. 28 cm K. (E) miało łoże kolejowe i było zasilana amunicją składaną. 